# Amaurobius pelops
Amaurobius pelops là một loài nhện trong họ Amaurobiidae.
Loài này thuộc chi Amaurobius. Amaurobius pelops được miêu tả năm 1991 bởi Konrad Thaler & Knoflach.